# 孫芸
孫 芸（そん げい、1984年11月14日 - ）は中国の女子柔道家。

## 人物
2009年の世界選手権78kg級で3位になったものの、国際大会ではこれ以外に特に実績はない。

## 主な戦績
- 2009年 - 世界選手権　3位